# جيمس آرثر وليامز
جيمس آرثر وليامز (بالإنجليزية: James Arthur Williams) هو متخصص بالأثريات ‏ أمريكي، ولد في 11 ديسمبر 1930 في غوردون في الولايات المتحدة، وتوفي في 14 يناير 1990 في سافانا في الولايات المتحدة.